# Kada Baalbek
Kada Baalbek (arab. قضاء بعلبك) – jednostka administracyjna w Libanie, należąca do Muhafazy Al-Bika. Jest to dystrykt o największej powierzchni w kraju. Zamieszkują go przede wszystkim szyici (ok. 84%), resztę stanowią chrześcijanie (głównie katolicy).

## Miejscowości
| - Ajn - Ajnata - Baalbek - Barka - Bednajel - Beszwat - Brital - Btadhi - Budaj - Chodr - Chrajbija - Dajr al-Ahmar - Duris - Dżabbulija - Dżudajda - Fakiha - Flewija - Hadath Baalbek - Halbata | - Hallanija - Hazin - Hosz al-Rafika - Hosz Barada - Hosz Snid - Hosz Tal Safija - Hrebta - Iaat - Irsal - Jammun - Junin - Janta - Kah - Karha - Kasarnaba - Kfar Dabesz - Labwija - Madżdlun | - Mikna - Nabi Szit - Nabi Othman - Ram-Dżubennijja - Ras Baalbek - Ras al-Hadis - Saajde - Seriin al-Fawka - Seriin al-Tahta - Szaat - Szmestar - Gharbi Baalbek - Szlifa - Tajba - Tajla - Taraja - Timnin al-Tahta - Timnin al-Fawka - Wadi Faara |

## Wybory parlamentarne
Okręg wyborczy, obejmujący dystrykty Baalbek i Kada Hirmil, jest reprezentowany w libańskim Zgromadzeniu Narodowym przez 10 deputowanych (6 szyitów, 2 sunnitów, 1 maronita, 1 grekokatolik).